# U79 (潜水艦・2代)
U-79は、ナチス・ドイツ海軍がブレーマー・ヴルカーン造船所で建造したVIIC型Uボートである。U-79の竜骨は1940年4月7日にブレーメン・フェーゲザックにあるブレーマー・ヴルカーン造船所で建造番号7として起工された。U-79は1941年1月25日に進水し、3月13日にU-79の喪失まで指揮を執ったウォルフガング・カウフマン少佐の下で就役した。
1941年12月23日、U-79はソルムの北方で2隻のイギリス軍艦によって沈没した。

## 艦歴
U-79は1941年3月13日から9月30日までの第1潜水隊群に所属中、3回の哨戒を行った。U-79はその後第23潜水隊群に移籍し、10月1日から撃沈されるまでそこに所属した。

### 第1哨戒
1941年6月5日、キールを出港してU-79の第1哨戒が始まった。北海を北へ「上り」、アイスランドとフェロー諸島を隔てる隙間を通り、大西洋へ向かった。
11日、U-79はハヴトールをアイスランドの西で撃沈し、27日にティビアを北緯59度55分 西経39度00分 / 北緯59.917度 西経39.000度地点（アイスランド南西）で損傷を与えた。
7月5日、U-79は新しく占領されたフランス大西洋岸のロリアン港にドック入りした。

### 第2、第3哨戒
U-79は2回目の急襲を1回目よりさらに南で行った。1941年7月27日、U-79は他の7隻のUボートと共にOG69船団を攻撃し、イギリス貨物船ケルウィンをスペインのフィニステレ岬の北西約350海里（650km、400マイル）地点で撃沈した。
8月12日、U-79は船団の護衛船からポルトガル沿岸で爆雷攻撃を受けたが、無傷であった。
U-79は3回目の出撃ではビスケー湾からほとんど出ず、5日間しか続かなかった（1941年9月14日-18日）。

### 第4、第5哨戒
第4哨戒では、1941年10月5日までにU-79は地中海へ到達するために厳重に防衛されたジブラルタルのイギリス基地の通過を必要とされた。U-79はその後メッシーナ海峡（シチリア島とイタリア本土の間）を切り抜けて北アフリカ沿岸へ向けて移動した。そこでU-79はイギリス砲艦ナットと遭遇し、10月21日、バルディア（アル・ブルディ）北東の30海里（56km、35マイル）地点で撃沈した。10月21日、U-79はギリシャのサラミスに到着した。しかし、ナットは引き揚げられ、砲台として復帰した。
11月末、U-79は第5哨戒のために北アフリカ沿岸へ戻ったが、U-79の運は尽きていた。12月8日、U-79は敵船の発見に尽力したが、何も得ることなくサラミスに帰還した。

### 第6哨戒と喪失
1941年12月21日、サラミスを最後に出港し、U-79は2日後（23日）にイギリス駆逐艦ヘイスティとホットスパーに投下された爆雷によって北緯32度15分 東経25度19分 / 北緯32.250度 東経25.317度地点で沈没した。U-79の乗組員全員（男性44名）がこの攻撃から生き延びた。

### ウルフパック
U-79は1つのウルフパックに参加した。
- ゲーベン（1941年9月28日-10月5日）

## 戦果一覧
| 日付           | 船名       | 国籍         | 総トン数 | 結果 |
| -------------- | ---------- | ------------ | -------- | ---- |
| 1941年6月11日  | ハヴトール | ノルウェー   | 1,524    | 沈没 |
| 1941年6月27日  | ティビア   | オランダ     | 10,356   | 損傷 |
| 1941年7月27日  | ケルウィン | イギリス     | 1,459    | 沈没 |
| 1941年10月21日 | ナット     | イギリス海軍 | 625      | 全損 |